# Мадениет (Мактааральский район)
Мадениет (каз. Мәдениет, до 2000 г. — XXII Партсъезд) — село в Мактааральском районе Туркестанской области Казахстана. Административный центр Мактааральского сельского округа. Код КАТО — 514477100.

## Население
В 1999 году население села составляло 1204 человека (615 мужчин и 589 женщин). По данным переписи 2009 года, в селе проживало 1226 человек (639 мужчин и 587 женщин).